# Jaworznicko-Chrzanowski Okręg Przemysłowy
Jaworznicko-Chrzanowski Okręg Przemysłowy – okręg przemysłowy w południowej Polsce, w środkowo-zachodniej części województwa małopolskiego oraz na środkowo-wschodnim krańcu małopolskiej części obecnego województwa śląskiego (miasto Jaworzno).
W literaturze naukowej i podręcznikach szkolnych prezentowane są różne opinie na temat  jego nazwy oraz przynależności poszczególnych ośrodków przemysłowych do tego okręgu. Przez niektórych badaczy postrzegany jest jako część Górnośląskiego Okręgu Przemysłowego, przez innych jako fragment Krakowskiego Okręgu Przemysłowego.

## Historia

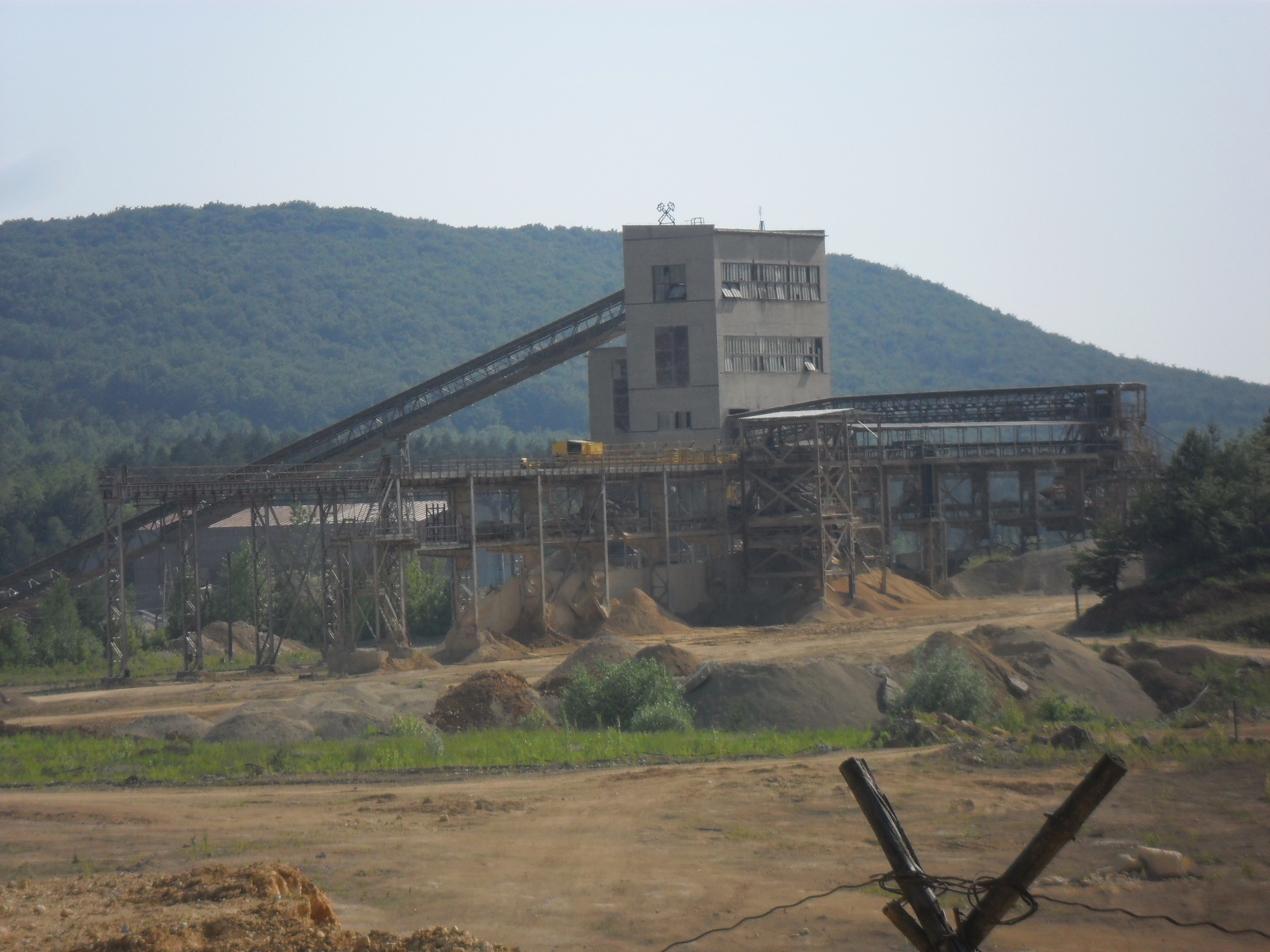
Kopalnia i Prażalnia Dolomitu "Żelatowa" w Chrzanowie (2014 r.)

Jaworznicko-Chrzanowski Okręg Przemysłowy obejmuje obszary dawnego Zagłębia Krakowskiego. Jego obecna nazwa została wprowadzona w latach 70. XX w., równolegle z opracowywaną reformą administracyjną z 1975 r., w wyniku której zarówno Jaworzno jak i Chrzanów znalazły się w województwie katowickim. Przed reformą administracyjną z 1 czerwca 1975 r. w publikacjach naukowych z zakresu geografii gospodarczej Polski okręg składający się z powiatów chrzanowskiego, jaworznickiego (miejskiego), olkuskiego, oświęcimskiego i wadowickiego nazywany był Zachodniokrakowskim Kompleksem Przemysłowym. Kompleks ten wchodził w skład województwa krakowskiego i nie był podporządkowany GOP, który obejmował wyłącznie ośrodki przemysłowe województwa katowickiego w granicach sprzed reformy z 1975 r.

## Obszar
Obszar okręgu wynosi niecałe 700 km² i jest zamieszkały przez około 270.000 osób.
Okręg obejmuje jedno dużej wielkości miasto:
- Jaworzno

Oraz kilka średnich i małych:
- Chrzanów
- Libiąż
- Trzebinia
- Chełmek
- Krzeszowice
- Bukowno
- Alwernia

## Gałęzie przemysłu

### Jaworzno
- Przemysł energetyczny
  - Elektrownia Jaworzno
- Górnictwo
  - Zakład Górniczy Sobieski w ramach Południowego Koncernu Węglowego S.A.
  - Kopalnia Piasku Szczakowa S.A. (zlikwidowana)
  - Kopalnia Węgla Kamiennego Jaworzno (zlikwidowana)
- Przemysł materiałów budowlanych
  - Cementownia Szczakowa (zlikwidowana)
- Hutnictwo metali nieżelaznych cynku i ołowiu
- Przemysł elektrotechniczny
- Przemysł chemiczny
  - Zakłady chemiczne Organika – Azot
- Przemysł szklarski
  - Huta Szkła Szczakowa (zlikwidowana)

### Powiat chrzanowski

#### Chrzanów
- Hutnictwo metali nieżelaznych
  - Zakłady Górniczo-Hutnicze Chrzanów
- Przemysł materiałów budowlanych i wydobywczy
  - Kopalnia i Prażalnia Dolomitu Żelatowa
- Przemysł środków transportu
  - Fabryka Maszyn Budowlanych i Lokomotyw Bumar-Fablok

#### Trzebinia
- Przemysł materiałów budowlanych i wydobywczy
  - Zakłady Surowców Ogniotrwałych Górka Cement
- Przemysł petrochemiczny
  - Rafineria Trzebinia (oraz spółki przyległe)
- Wydobycie rud cynku i ołowiu oraz produkcja koncentratów tych metali
  - Zakłady Górnicze "Trzebionka" (zlikwidowane)
- Górnictwo
  - Kopalnia Węgla Kamiennego "Siersza" (zlikwidowana)
- Hutnictwo metali nieżelaznych
  - Zakłady Metalurgiczne (zlikwidowane)
- Przemysł energetyczny
  - Elektrownia Siersza
- Przemysł tekstylny i włókienniczy
  - Grevita

#### Libiąż
- Górnictwo
  - Kopalnia Węgla Kamiennego Janina w ramach Południowego Koncernu Węglowego S.A.
  - Kopalnia Węgla Kamiennego Janina Ruch II (nieczynna)
- Przemysł materiałów budowlanych i wydobywczy
  - Producent kostki brukowej "Libet"
  - Kopalnia dolomitu

#### Alwernia
- Przemysł chemiczny
  - „Alventa” S.A. (do 2018 Zakłady Chemiczne „Alwernia” S.A.)[4]
  - Ekomas AlwerChem sp. z o.o. sp. k.[5]

### Powiat oświęcimski

#### Chełmek
- Przemysł maszynowy i metalowy
  - Wytwórnia Części Maszyn Obuwniczych
  - Zakłady Urządzeń Technicznych
- Przemysł skórzano-obuwniczy
  - Południowe Zakłady Przemysłu Skórzanego Chełmek

### Powiat olkuski

#### Bukowno
- Hutnictwo metali nieżelaznych
  - Zakłady Górniczo-Hutnicze Bolesław